# Ichneumon ampliventris
Ichneumon ampliventris är en stekelart som beskrevs av Berthoumieu 1894. Ichneumon ampliventris ingår i släktet Ichneumon och familjen brokparasitsteklar. Inga underarter finns listade i Catalogue of Life.